# Anomalobittacus
Anomalobittacus is een geslacht van schorpioenvliegachtigen (Mecoptera) uit de familie hangvliegen (Bittacidae).

## Soort
Anomalobittacus omvat de volgende soort:
- Anomalobittacus gracilipes Kimmins, 1928